# Rajon Bilowodsk
Der Rajon Bilowodsk (ukrainisch Біловодський район/Bilowodskyj rajon; russisch Беловодский район/Belowodski rajon) war eine 1923 gegründete Verwaltungseinheit innerhalb der Oblast Luhansk im Osten der Ukraine.
Der Rajon hatte eine Fläche von 1597 km² und eine Bevölkerung von etwa 24.000 Einwohnern, der Verwaltungssitz befand sich in der namensgebenden Siedlung städtischen Typs Bilowodsk.

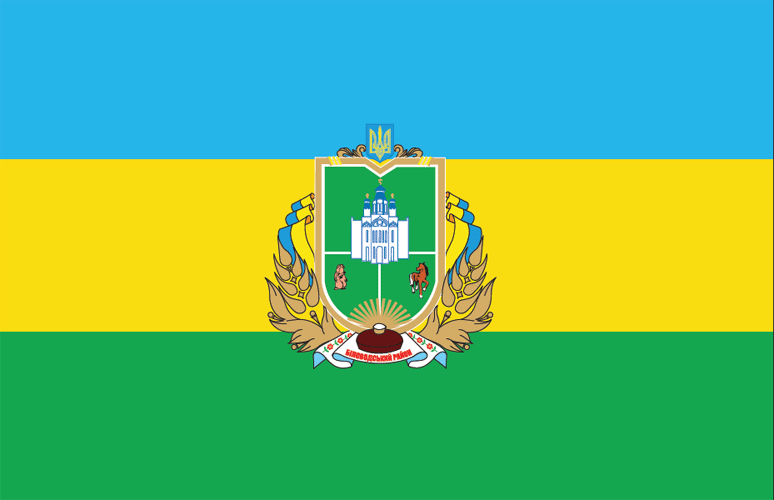
Flagge des Rajons

Er wurde 1923 gegründet und am 8. Dezember 1966 in seinen bis heute festgelegten Grenzen durch die Werchowna Rada bestätigt.
Am 17. Juli 2020 kam es im Zuge einer großen Rajonsreform zum Anschluss des Rajonsgebietes an den Rajon Starobilsk.

## Geographie
Der Rajon lag im Nordosten der Oblast Luhansk am nordöstlichen Rand des Donezbeckens, er grenzte im Norden an den Rajon Markiwka, im Nordosten an den Rajon Milowe, im Osten an Russland (Oblast Rostow, Rajon Millerowo im Süden, Rajon Tschertkowo im Norden), im Süden an den Rajon Stanytschno-Luhanske sowie im Nordwesten an den Rajon Starobilsk.
Durch das ehemalige Rajonsgebiet fließt der Fluss Derkul sowie im Osten die Komyschna (Комишна), das Gebiet ist leicht hügelig, dabei ergeben sich Höhenlagen zwischen 50 und 200 Höhenmetern.
Um das Dorf Horodyschtsche entlang der Flusslandschaft des Derkul befindet sich der Landschaftsschutzpark Bilowodsk.

## Administrative Gliederung
Auf kommunaler Ebene war der Rajon in eine Siedlungsratsgemeinden und 13 Landratsgemeinden unterteilt, denen jeweils einzelne Ortschaften untergeordnet waren.
Zum Verwaltungsgebiet gehörten:
- eine Siedlung städtischen Typs
- 32 Dörfer

### Siedlungen städtischen Typs
| Siedlungen städtischen Typs | Siedlungen städtischen Typs | Siedlungen städtischen Typs |
| Name                        | Name                        | Name                        |
| ukrainisch transkribiert    | ukrainisch                  | russisch                    |
| --------------------------- | --------------------------- | --------------------------- |
| Bilowodsk                   | Біловодськ                  | Беловодск (Belowodsk)       |

### Dörfer
| Dörfer                   | Dörfer            | Dörfer                                | Dörfer              |
| Name                     | Name              | Name                                  | Gemeindezuordnung   |
| ukrainisch transkribiert | ukrainisch        | russisch                              | Gemeindezuordnung   |
| ------------------------ | ----------------- | ------------------------------------- | ------------------- |
| Baranykiwka              | Бараниківка       | Бараниковка (Baranikowka)             | Baranykiwka         |
| Brussiwka                | Брусівка          | Брусовка (Brussowka)                  | Brussiwka           |
| Danyliwka                | Данилівка         | Даниловка (Danilowka)                 | Danyliwka           |
| Harmaschiwka             | Гармашівка        | Гармашовка (Garmaschowka)             | Kononiwka           |
| Hontscharowe             | Гончарове         | Гончарово (Gontscharowo)              | Jewsuh              |
| Horodnje                 | Городнє           | Городнее (Gorodneje)                  | Danyliwka           |
| Horodyschtsche           | Городище          | Городище (Gorodischtsche)             | Horodyschtsche      |
| Jewsuh                   | Євсуг             | Евсуг (Jewsug)                        | Jewsuh              |
| Kononiwka                | Кононівка         | Кононовка (Kononowka)                 | Kononiwka           |
| Kopani                   | Копані            | Копани                                | Jewsuh              |
| Krejdjane                | Крейдяне          | Крейдяное (Kreidjanoje)               | Mowolymariwka       |
| Lymariwka                | Лимарівка         | Лимаревка (Limarewka)                 | Kononiwka           |
| Lytwyniwka               | Литвинівка        | Литвиновка (Litwinowka)               | Lytwyniwka          |
| Nosdriwka                | Ноздрівка         | Ноздревка (Nosdrewka)                 | Horodyschtsche      |
| Nowoderkul               | Новодеркул        | Новодеркул                            | Danyliwka           |
| Nowolymariwka            | Новолимарівка     | Новолимаревка (Nowolimarewka)         | Mowolymariwka       |
| Nowooleksandriwka        | Новоолександрівка | Новоалександровка (Nowoalexandrowka)  | Nowooleksandriwka   |
| Nowospassiwka            | Новоспасівка      | Новоспасовка (Nowospassowka)          | Pluhatar            |
| Nyschnjobaranykiwka      | Нижньобараниківка | Нижнебараниковка (Nischnebaranikowka) | Nyschnjobaranykiwka |
| Parnewe                  | Парневе           | Парневое (Parnewoje)                  | Jewsuh              |
| Perwomajsk               | Первомайськ       | Первомайск (Perwomaisk)               | Danyliwka           |
| Pluhatar                 | Плугатар          | Плугатарь (Plugatar)                  | Pluhatar            |
| Prywilne                 | Привільне         | Привольное (Priwolnoje)               | Jewsuh              |
| Rosdollja                | Роздолля          | Раздолье (Rasdolje)                   | Mowolymariwka       |
| Schulikiwka              | Шуліківка         | Шуликовка (Schulikowka)               | Schulikiwka         |
| Selekiwka                | Зелеківка         | Зелековка (Selekowka)                 | Baranykiwka         |
| Semykosiwka              | Семикозівка       | Семикозовка (Semikosowka)             | Semykosiwka         |
| Stepowe                  | Степове           | Степовое (Stepowoje)                  | Nowooleksandriwka   |
| Ternowe                  | Тернове           | Терновое (Ternowoje)                  | Nowooleksandriwka   |
| Tretjakiwka              | Третяківка        | Третяковка (Tretjakowka)              | Danyliwka           |
| Uslissja                 | Узлісся           | Узлесье (Uslesje)                     | Pluhatar            |
| Witrohon                 | Вітрогон          | Ветрогон (Wetrogon)                   | Danyliwka           |